# Macrotis
A Macrotis az emlősök (Mammalia) osztályának az erszényesek (Marsupialia) alosztályágába, ezen belül a bandikutalakúak (Peramelemorphia) rendjébe és az erszényesnyúlfélék (Thylacomyidae) családjába tartozó nem.

## Rendszerezés
A nembe az alábbi 2 faj tartozik:
- közönséges erszényesnyúl (Macrotis lagotis) Reid, 1837[2] - típusfaj
- †fehérfarkú erszényesnyúl (Macrotis leucura) Thomas, 1887[3]